# Lucjusz Cecyliusz Metellus Denter (konsul 284 p.n.e.)
Lucius Caecilius Metellus Denter – konsul rzymski w roku 284 p.n.e. W 283 p.n.e. wybrany na pretora. 
Po zabójstwie rzymskich posłów przez galijskie plemię Senonów wydano im wojnę. Galowie oblegli miasto Arretium(dzisiejsze Arezzo) w Etrurii, Rzymianie przybyli z odsieczą pod dowództwem pretora Lucjusza Cecyliusza ale zostali pobici w bitwie pod Arretium. Lucjusz Cecyliusz zginął a wraz z nim jego legiony.
Był ojcem Lucjusza Cecyliusza Metellusa Dentera, konsula w 251 p.n.e. i 247 p.n.e. i prawdopodobnie synem Kwintusa Cecyliusza, trybuna plebejskiego w 316 p.n.e.

## Źródła
- Tytus Liwiusz: Dzieje Rzymu od założenia Miasta. T. Księgi VI-X, Streszczenia ksiąg XI-XX. Wrocław - Warszawa - Kraków - Gdańsk - Łódź: Zakład Narodowy imienia Ossolińskich - Wydawnictwo, 1971.
- Polibiusz: Dzieje. T. 1. Wrocław - Warszawa: Ossolineum/DeAgostini, 2005.
- Święty Augustyn: Państwo Boże. Kęty: Marek Derewiecki, 2015.
- Fasti Capitolini. [dostęp 2019-02-05].
- Paulus Orosius;HISTORIARUM ADVERSUM PAGANOS; Orosius: A History, against the Pagans. [dostęp 2019-03-11]. (ang.).